# Реформа белорусского правописания 1933 года
Реформа была проведена постановлением СНК БССР (опубликовано 26 августа 1933 года). Был введен свод правил грамматики (издан в 1934 году), который действовал до 1959 года.

## Предыстория
После того, как «Грамматика для школ» Бронислава Тарашкевича получила официальный статус в БССР (начало 1920-х гг.), опыт её широкого использования (в системе образования и пр.) выявил ряд недостатков и недоработок. Языковед и педагог Язеп Лёсик разработал проект реформы грамматики Тарашкевича (в частях орфографии и азбуки). Проект был опубликован (1925), широко обсуждался и был основной темой проведенной в Минске в ноябре 1926 года Академической конференции по реформе белорусской орфографии и азбуки.
Решения конференции по положениям проекта послужили основой («авторитетным, но необязательным материалом») для работы Правописной комиссии под руководством Степана Некрашевича (работала с 7 декабря 1927 года по 7 апреля 1929 года), чьей задачей была разработка проекта реформы белорусской орфографии — «упростить грамматику Тарашкевича в сложных или неясных местах, дополнить её в местах недостаточной разработанности, например, правописания заграничных слов, совместно с созданием новых правил (правописание имён и географических названий)».

### Проект реформы 1930 года
После завершения работы комиссии был подготовлен (1930) проект реформы и опубликован итоговый доклад. Проект включал как совершенно новые правила, так и «старые» правила в изменённой или неизменённой форме. Изменения правил были как результатами работы комиссии, так и подтверждёнными комиссией постановлениями конференции 1926 года.
Предложенные в проекте правила орфографии включали:
- передавать яканье на письме: в первом слоге перед ударением писать я, в остальных случаях — е. В отличие от решения Академической конференции, проект распространял правило также на слова «не» и «без»: «бяз ва́с», но «без мяне́»[1];
- распространить этимологический принцип написания согласных и на кластеры согласных: не передавать ассимилятивную мягкость с помощью мягкого знака («снег» вместо «сьнег», «ляснік» вместо «лясьнік») и не писать мягкий знак между удвоенными мягкими согласными («калоссе» вместо «калосьсе», «жыццё» вместо «жыцьцё»). Мягкий знак оставался только для обозначения этимологической мягкости, которая не пропадала в позиции перед твёрдым согласным («пісьмо», «пісьменнік»)[1];
- в сочетаниях сч, зч на стыке приставки и корня передавать ассимиляцию по звонкости-глухости, но не передавать ассимиляцию свистящих-шипящих: писать «бясчынства», «счасаць»[1];
- на стыке корня и суффикса передавать ассимиляцию свистящих-шипящих, но ассимиляцию звонкого ж глухим не указывать: писать «перапішчык», «прыкажчык»[1];
- сочетания жс, шс писать через с во всех случаях, кроме глаголов: «чэскі», «волскі», «мыешся», «не парэжся»[1];
- апостроф употреблять перед йотированными гласными для обозначения раздельного произношения согласного и последующего гласного. Исключение — буква л, после которой следует использовать мягкий знак: «б’ю», «сям’я», «з’еў», «рэльеф», «Васільеў»[1];
- в заимствованных словах передавать аканье: на месте безударного этимологического о писать букву а: «прафесар», «эканоміка». Сохраняется о в безударной позиции на конце слова («какао», «бруто»), также допускается использование о в малоупотребимых словах («рэномэ»)[2]

Проект реформы не был осуществлён, так как далее в 1930 году в БССР было организовано дело «Союза освобождения Беларуси», и были репрессированы до 100 ведущих работников науки и образования, а в их числе — почти все ведущие языковеды; их научные труды (например, обширные картотеки языка) были изъяты, пользоваться ими было запрещено. Репрессии остановили работы как по реформе, так и по многим другим академическим проектам; в один из периодов 1931 года в Институте языкознания работало 6 сотрудников, причём знающих языковедов практически не осталось.

### Проект 1933 года
Однако работа над проектом реформы была продолжена (с участием, например, писателя Андрея Александровича — он же позднее руководил и изданием нового свода правил, и работами по созданию нового, «не вредительского», русско-белорусского словаря изд. 1937 года), но уже не так гласно. Неожиданно для многих, в новый проект были введены и многие грамматические изменения. В правописании был усилен морфологический принцип, то есть предполагающий сохранение неизменным написание смыслообразующих морфем, вне зависимости от позиционных фонетических вариаций (на том же принципе основаны правила правописания в большинстве европейских языков).

## Содержание свода
Новый свод, принятый в 1933 и изданный 100-тысячным тиражом в 1934 году, имел 84 правила. Основные отличия реформированного правописания и грамматики:
1. Отменяется передача на письме ассимилятивной мягкости, как внутри слов (например, песня, свет вместо песьня, сьвет), так и в контактной позиции (например, Жopаў c цяплом, а ластаўка з лістом вместо Жopаў сь цяплом, а ластаўка зь лістом).
2. Мягкий знак перестаёт писаться между удлинёнными согласными: каханне, вместо каханьне.
3. Частица не и предлог без пишутся неизменно, независимо от произношения: не быў, вместо ня быў; без мамы, вместо бяз мамы (в целях внутриязыкового единообразия, для сравнения — в английском языке определённый артикль the перед долгой гласной артикулируется [thi], перед согласными и краткими гласными артикулируется редуцированная форма [the] (или даже [th'] перед краткими гласными), однако на письме эти вариации не передаются).
4. Регламентируется правописание заимствований (аканье передаётся во всех случаях, за исключением десяти, например, рэволюцыя, совет и т. д.; среднеевропейское l начинает передаваться не мягко, а твёрдо, как в русском языке; ликвидируются варианты написания звука [ф] — раньше передавался через буквы: ф, п, хв, х, т, например: афарбаваць вместо ахварбаваць; вместо сочетания -тар, -дар на конце слов начинает писаться -тр, -др, например: літр, вместо літар; на конце слов пишутся -ый, -iй, например: алюміній вместо алюміні).
5. Регламентировано правописание собственных имён, происходит отступление от народного именослова, когда вместо народных форм начинают использоваться каноничные православные имена, принятые в русском языке (например: Юрый вместо Юрка, Юры, Юра, Юрась).
6. В морфологии регламентировано правописание окончаний -а/-у в родительном падеже, предпочтение отдаётся окончанию -а, как в русском языке, а не народному -у. Унифицированное написание окончаний имён существительных в дательном и предложном падежах.

Современные белорусские филологи подчеркивают тот факт, что более 20 новых правил, введенных реформой 1933 года, искажали установившиеся нормы белорусского литературного языка путём искусственного наложения на них правил русского языка.
Также некоторые современные белорусские филологи считают, что реформа правописания была направлена на слияние народов и культур в одну культуру с одним языком и отражала не столько национальную специфику белорусского языка, сколько особенности русского языка, в соответствии с которым проводились изменения орфографических и грамматических принципов белорусского языка.